# Xiang Shengmo

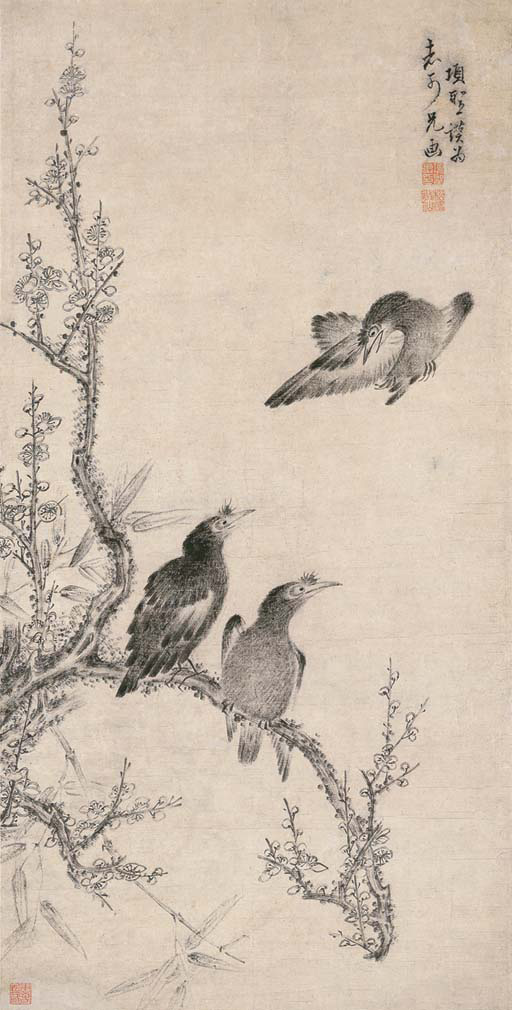
Flors de presseguer i ocells

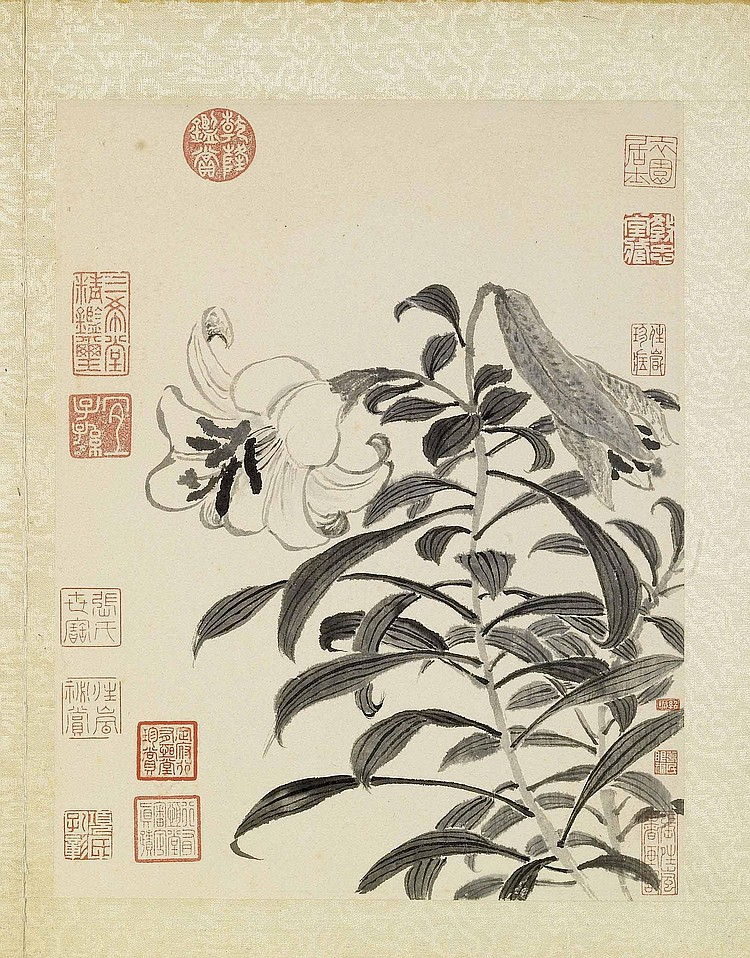
"Flor" (procedent d'un àlbum)

Xiang Shengmo (xinès simplificat: 项圣谟; xinès tradicional: 項聖謨; pinyin: Xiàng Shèngmó), també conegut com a Kongshang i Yi'an, fou un pintor xinès que va viure a finals de la dinastia Ming i començaments de la dinastia Qing. Era oriünd de Xiushui, actualment Jiaxing, província de Zhejiang. Va néixer l'any 1597 i va morir el 1658. El seu avi era el col·leccionista Xiang Yuanbian, A més de pintor, va ser poeta, cal·lígraf i artesà de segells per a tinta.
Va ser un cèlebre artista, amb un gust elegant, que va destacar com a pintor de paisatges, de flors i roques. El seu estil estava influït pel de Wen Zhengming, encara que no va rebre formació directa en la seva tasca pictòrica. El seu aprenentatge és fruit de l'observació de mestres anteriors i afegint a la seva producció característiques pròpies que el diferenciava dels predominants a Huating i Zhejiang. El seu estil és conegut amb el nom de Jiaxing. Entre les seves pintures destaquen: El retat de Zhu Kuishi, Paisatge a l'estil de Ni Zan, Crisantems, Cascades entre roques i Préssecs en flor. Es troben obres seves a l'Acadèmia d'Art de Honolulu, a l'Art Institute of Chicago, Museu Guimet de París, al Museu Nacional del Palau de Taipei, al Museu del Palau de Pequín, al Museu de Xangai i al Nationalmuseum d'Estocolm.